# Motyčky
Motyčky (in tedesco Steingrund o Motitschka, in ungherese Martalja o Motyók) è un comune della Slovacchia facente parte del distretto di Banská Bystrica. nella regione omonima.

## Storia
Il villaggio è citato per la prima volta nel 1743, come piccolo centro di montagna costituito da carbonai e boscaioli.